# NGC 490
NGC 490 è una galassia lenticolare situata nella costellazione dei Pesci a una distanza di circa 85 milioni di anni luce dalla Terra.
Fu scoperta il 6 dicembre 1850 da Bindon Blood Stoney. Sebbene John Dreyer, creatore del New General Catalogue, accrediti la scoperta a William Parsons, lo stesso Dreyer osserva che molte delle scoperte a lui attribuite siano state fatte dai suoi assistenti. Nel caso di NGC 490 il merito va a Bindon Stoney, che la scoprì insieme a NGC 486, NGC 492 e NGC 500 durante le sue osservazioni di NGC 488.